# Torre Marchanudo

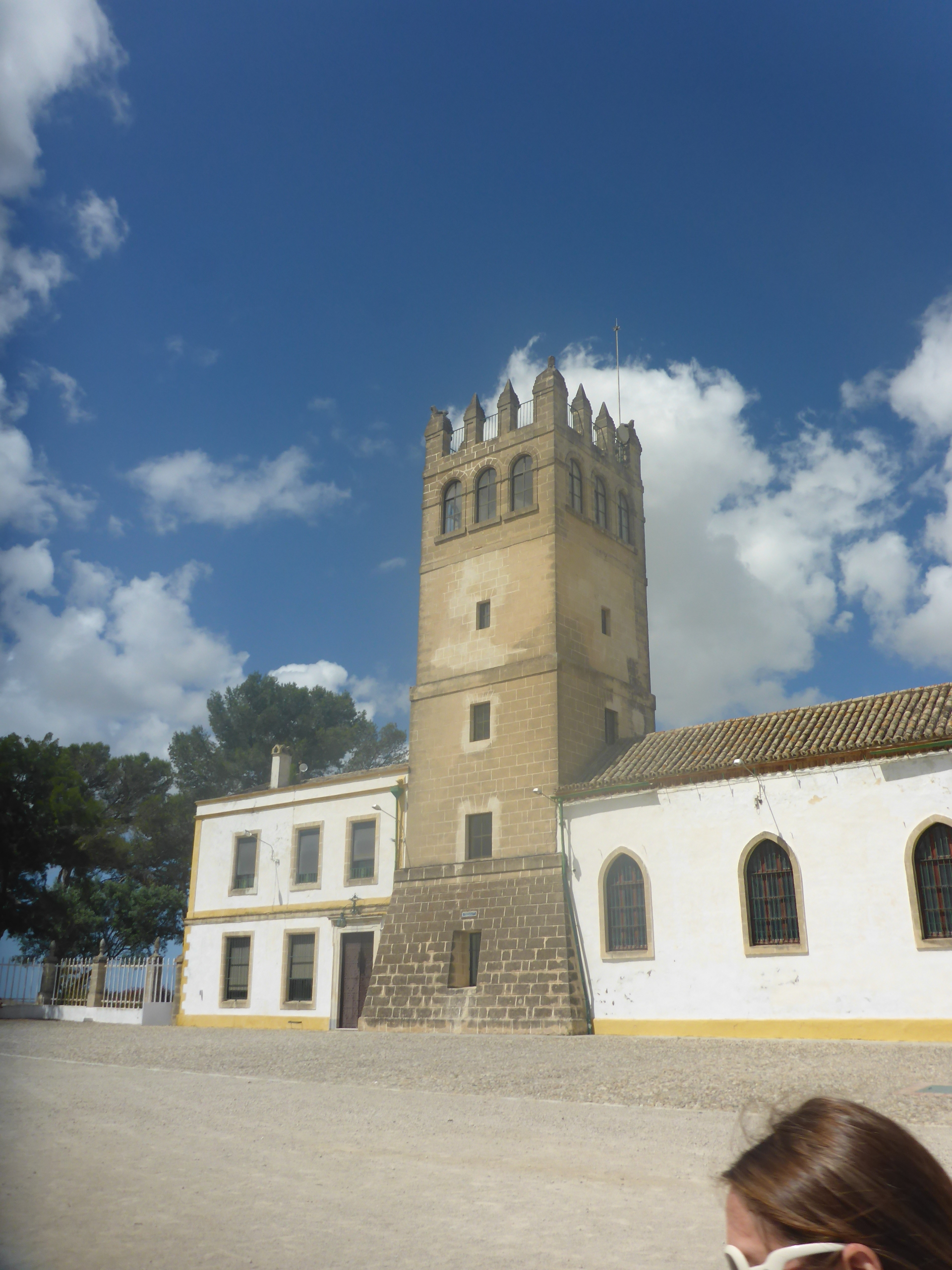
Torre en 2022

La Torre de Marchanudo o Castillo de Macharnudo es una torre localizada en Jerez de la Frontera, (Cádiz - España), la cual forma parte de un conjunto de edificios ubicados en el viñedo de El Majuelo en el pago de Macharnudo, propiedad actualmente de Bodegas Fundador, donde destaca de forma prominente esta torre vigía medieval. Su nombre, de origen árabe, hace referencia a un caserío ubicado en un lugar desprovisto de vegetación. Aunque no se han encontrado por el momento vestigios anteriores a la época medieval, dado su ideal elevado emplazamiento para la vigilancia del entorno, probablemente pudo haber tenido un anterior uso vinculado al cercano y ancestral asentamiento tartésico, fenicio y romano de Asta Regia en Mesas de Asta cuyo origen puede estar datado antes de 1200 a. C. La torre actual puede encontrarse elevada sobre los cimientos de una antigua torre vigía almorávide construida en el siglo XII en pleno conflicto con los almohades. Sin embargo, su estado actual es consecuencia de sucesivas restauraciones e intervenciones llevadas a cabo en el siglo XVII en estilo renacentista y los siglos XVIII y XIX en el estilo neoclásico.

## Estado

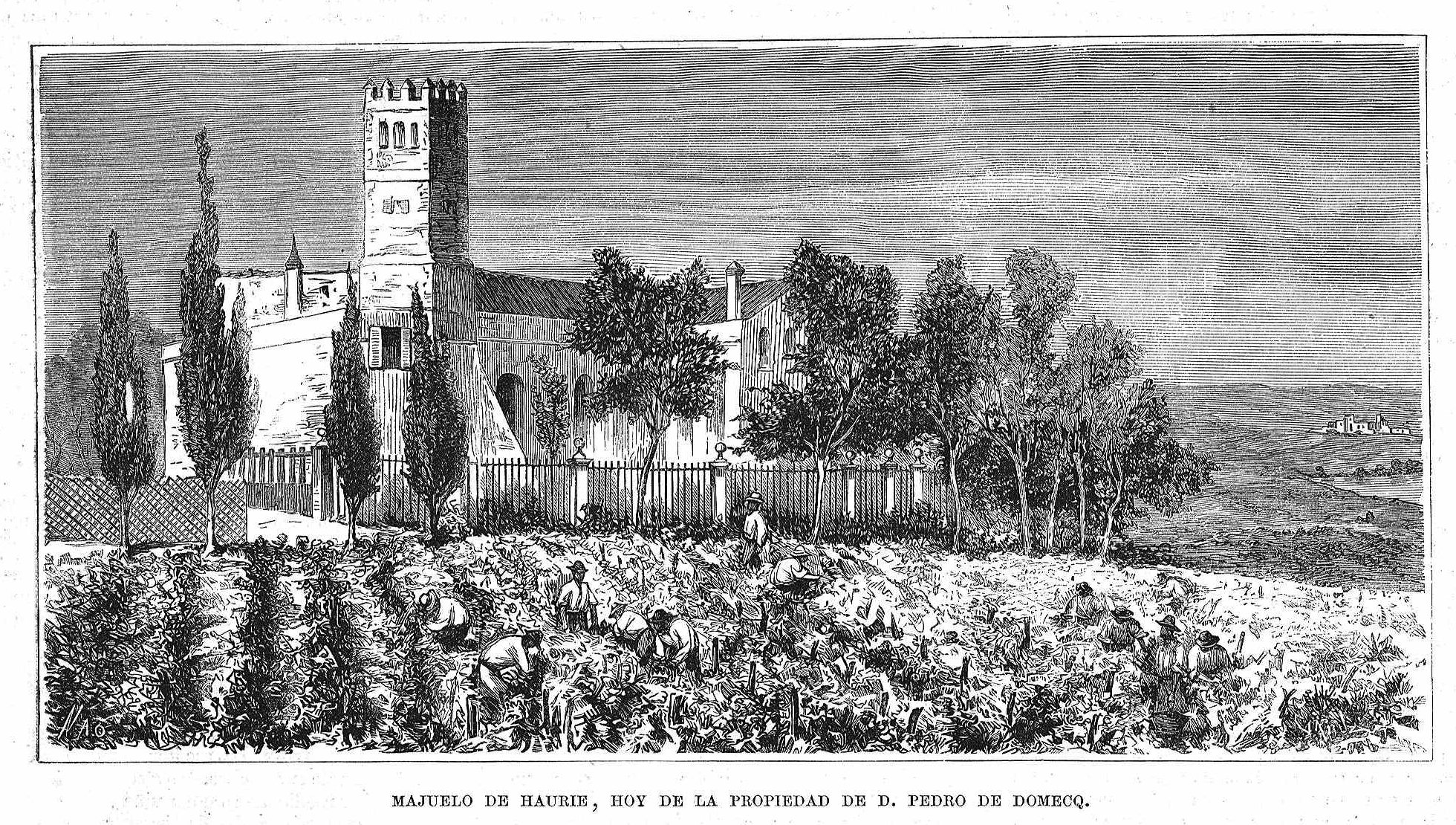
Torre en 1877

La torre se encuentra en buen estado de conservación dentro de la finca particular de Bodegas Fundador, aunque su actual estado proviene de la rehabilitación realizada durante los siglos XVII, XVIII y XIX en estilos renacentista y neoclásico, dificultando identificar su origen medieval

## Protección
Es Bien de Interés Cultural con identificador RI-51-0007593.